# V404 Cygni

Artystyczna wizja powstawania dysku akrecyjnego

V404 Cygni – układ potrójny, początkowo skatalogowany jako gwiazda nowa oraz gwiazda zmienna, składający się z niewielkiej czarnej dziury  i dwóch gwiazd, położony w gwiazdozbiorze Łabędzia.

## Nazwa
Przed odkryciem jego obecnie znanej natury, obiekt został skatalogowany jako gwiazda zmienna i dlatego „Cygni” w nazwie gwiazdy oznacza, że jest ona położona w gwiazdozbiorze Łabędzia, a jej oznaczenie alfa-numeryczne „V404” to numer kolejny gwiazdy zmiennej odkrytej w tym gwiazdozbiorze.

## Odkrycie
Obiekt został odkryty w 1938, kiedy nagle pojawił się na niebie i został początkowo skatalogowany jako nowa klasyczna pod nazwą Nova Cyg 1938.  

## Charakterystyka

### Historia obserwacji
Po jego odkryciu w 1938 obiekt gwałtownie jaśniał, „wybuchał”, przynajmniej w 1956, 1989 i w 2014 (być może także w 1979). 22 maja 1989 w ramach japońskiego programu Ginga odkryto źródło promieniowania rentgenowskiego, które otrzymało tymczasowe oznaczenie GS 2023+338, a którego pozycja odpowiadała pozycji gwiazdy V404 Cygni.
15 czerwca 2015, po raz pierwszy od 1989, zaobserwowano ponowny wzrost aktywności układu.  Po 26 latach niskiej aktywności znacznie wzrosła jasność obiektu w zakresie promieniowania rentgenowskiego – przez krótki okres był to najjaśniejszy obiekt rentgenowski widziany z Ziemi, do 50 razy jaśniejszy od Mgławicy Kraba. W tym samym czasie znacznie wzrosła także jasność obiektu w zakresie promieniowania widzialnego, obiekt pojaśniał na tyle, że mógł być widziany z Ziemi nawet przez amatorskie teleskopy. Podobnie jak wcześniejsze „wybuchy”, pojaśnienia z 2014 spowodowane były najprawdopodobniej poprzez powolne nagromadzenie się materiału wokół czarnej dziury, aż do przekroczenia krytycznego progu, i jego gwałtownego „wciągnięcia”. W 2024 obserwacje ujawniły trzecią gwiazdę w układzie, co czyni go pierwszym, odkrytym układem potrójnych z czarną dziurą.

### Charakterystyka fizyczna
Do 2024 obserwacje pokazywały układ podwójny, składający się ze stosunkowo niewielkiej gwiazdy typu widmowego G o masie wynoszącej ok. 2/3 masy Słońca, okrążającej niewidocznego towarzysza o masie wynoszącej ponad 12 mas Słońca, który jest najprawdopodobniej czarną dziurą. Obiekty znajdują się blisko siebie, a ich okres orbitalny wynosi 6,5 dnia. Przy tak małej odległości gwiazdy od czarnej dziury gwiazda traci część swojej materii, która jest „wciągana” do czarnej dziury, tworząc dysk akrecyjny, który „wpadając” do czarnej dziury wyzwala promieniowanie rentgenowskie. Obiekt położony jest około 3,5 kiloparseka od Ziemi. Istnieją także hipotezy, że niewidoczny składnik V404 Cygni jest hipotetyczną gwiazdą Q.